# Ashura
O dia da Ashura (em árabe: عاشوراء‎) é o décimo dia do Moarrão no calendário islâmico, marcando o clímax da reflexão do Moarrão. É celebrado pelos muçulmanos xiitas como dia do martírio de Huceine ibne Ali, neto do profeta Maomé, na Batalha de Carbala, que aconteceu no 10.º dia do Moarrão do ano 61 do calendário islâmico (2 de outubro de 680). De acordo com a Suna, Maomé jejuou neste dia e pediu a outras pessoas que fizessem o mesmo. Muçulmanos sunitas também celebram o dia, tido como o dia que Moisés jejuou em gratidão a Deus pela liberação dos judeus do Egito.